# دمیتری تروش
دمیتری تروش (روسی: Дмитрий Владимирович Труш؛ زادهٔ ۸ فوریهٔ ۱۹۷۳) ژیمناست هنری اهل روسیه بود.